# Коттонвуд (Аризона)
Коттонвуд (англ. Cottonwood) — місто (англ. city) в США, в окрузі Явапай штату Аризона. Населення — 12 029 осіб (2020).

## Географія
Коттонвуд розташований за координатами 34°43′11″ пн. ш. 112°0′5″ зх. д. / 34.71972° пн. ш. 112.00139° зх. д. (34.719747, -112.001252).  За даними Бюро перепису населення США в 2010 році місто мало площу 42,50 км², уся площа — суходіл.

## Демографія
Згідно з переписом 2010 року, у місті мешкало 11 265 осіб у 5179 домогосподарствах у складі 2703 родин. Густота населення становила 265 осіб/км².  Було 5866 помешкань (138/км²).
Расовий склад населення:
| - 83,6 % — білих - 1,8 % — корінних американців - 0,9 % — азіатів - 0,8 % — чорних або афроамериканців - 0,1 % — вихідців з тихоокеанських островів - 10,1 % — осіб інших рас |

До двох чи більше рас належало 2,8 %. Частка іспаномовних становила 22,8 % від усіх жителів.
За віковим діапазоном населення розподілялося таким чином: 20,7 % — особи молодші 18 років, 53,4 % — особи у віці 18—64 років, 25,9 % — особи у віці 65 років та старші. Медіана віку мешканця становила 46,2 року. На 100 осіб жіночої статі у місті припадало 85,0 чоловіків;  на 100 жінок у віці від 18 років та старших — 80,7 чоловіків також старших 18 років.
Середній дохід на одне домашнє господарство  становив 47 813 долари США (медіана — 36 440), а середній дохід на одну сім'ю — 53 472 долари (медіана — 42 216). Медіана доходів становила 24 114 долари для чоловіків та 33 097 доларів для жінок. За межею бідності перебувало 19,9 % осіб, у тому числі 33,3 % дітей у віці до 18 років та 6,2 % осіб у віці 65 років та старших.
Цивільне працевлаштоване населення становило 4244 особи. Основні галузі зайнятості: мистецтво, розваги та відпочинок — 24,9 %, освіта, охорона здоров'я та соціальна допомога — 21,6 %, роздрібна торгівля — 11,4 %, науковці, спеціалісти, менеджери — 10,4 %.